# 526th Fighter Squadron
Le 526th Fighter Squadron est une unité inactive de l'United States Air Force. Sa dernière mission était avec le 86th Operations Group (en), basé à la base aérienne de Ramstein, en Allemagne. Il a été désactivé le 1er juillet 1994.

## Historique

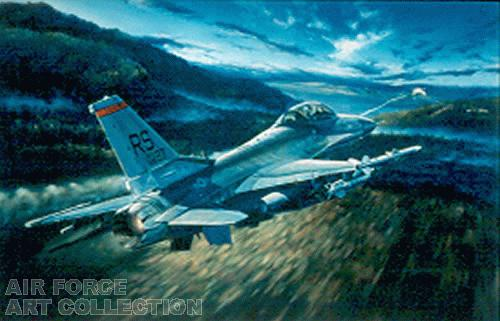
Tableau de la bataille aérienne de Banja Luka.

Décollant de la base aérienne d'Aviano, en Italie, le 28 février 1994, deux F-16C du 526th Fighter Squadron ont abattu quatre Soko J-21 Jastreb de la République fédérale de Yougoslavie à l'appui de l'opération Deny Flight lors de l'incident de Banja Luka, un appareil obtenant trois victoires. Ce fut le premier engagement de combat dans l'histoire de l'OTAN.